# Албсфелде
Албсфелде (њем. Albsfelde) општина је у њемачкој савезној држави Шлезвиг-Холштајн. Једно је од 131 општинског средишта округа Херцогтум Лауенбург. Према процјени из 2010. у општини је живјело 57 становника. Посједује регионалну шифру (AGS) 1053001.

## Географија
Албсфелде се налази у савезној држави Шлезвиг-Холштајн у округу Херцогтум Лауенбург. Општина се налази на надморској висини од 48 метара. Површина општине износи 4,2 km².

## Становништво
У самом мјесту је, према процјени из 2010. године, живјело 57 становника. Просјечна густина становништва износи 14 становника/km².

## Међународна сарадња
| Мјесто  | Држава    | Врста сарадње | Од    |
| ------- | --------- | ------------- | ----- |
| Рибе    | Данска    | партнерство   | 1989. |
| Валкур  | Белгија   | партнерство   | 1969. |
| Ење     | Белгија   | партнерство   | 1969. |
|         | Шведска   | партнерство   | 1996. |
|         | Пољска    | партнерство   | 1994. |
| Шатијон | Француска | партнерство   | 1960. |
| Извор   |           |               |       |